# 브래드 피트
브래드 피트(영어: Brad Pitt, 1963년 12월 18일 ~ )는 미국의 배우이자 영화 제작자이다. 피트는 배우로써 골든 글로브상, 미국 배우 조합상과 미국 아카데미상 후보로 3번째 지명되었고, 프로듀서로도 미국 아카데미상 최우수 작품상 후보로 2번째 지명되었고, 플랜 B 엔터테인먼트라는 영화 제작 회사를 설립했다. 피트는 세계에서 가장 매력있는 남자 중 한 명으로 세계 언론으로부터 상당한 주목을 받고있다.
피트는 1991년 로드 영화 《델마와 루이스》에 출연하면서 주목을 받기 시작한다. 이후, 1992년 《흐르는 강물처럼》, 1994년 《뱀파이어와의 인터뷰》, 1994년 《가을의 전설》과 같은 많은 예산을 들여 제작한 영화에서 주연을 맡았다. 1995년에는 범죄 스릴러 영화 《세븐》과 SF 《12 몽키즈》에 출연하면서 비평가들에게 극찬을 받았고, 《12 몽키즈》로 골든 글로브상 영화/드라마 부문 남우조연상을 수상했고, 미국 아카데미상에서 남우조연상 후보로 지명되었다. 1999년《파이트 클럽》에 이어 2001년에는 《오션스 일레븐》에 출연하며 세계적인 성공을 거뒀다. 속편 《오션스 트웰브》, 《오션스 13》에도 출연했다. 2004년 《트로이》와 2005년 안젤리나 졸리와 함께 출연한 《미스터 & 미세스 스미스》는 가장 큰 상업적 성과를 거뒀다. 2008년에는 《벤자민 버튼의 시간은 거꾸로 간다》와 2011년 《머니볼》으로 미국 아카데미상, 골든 글로브상 남우주연상 후보에 지명되었다. 또한 피트는 《머니볼》에 이어 2014년《노예 12년》으로 미국 아카데미상 최우수 작품상에 후보 지명되어 수상하는 쾌거를 이뤘다.
기네스 팰트로와의 3년간의 연애, 그리고 2000년 제니퍼 애니스턴과 결혼식을 올리면서 세간의 주목을 끌었지만 5년간의 결혼생활을 끝으로 2005년에 이혼했다. 2005년부터 안젤리나 졸리와 동거중에 있다가, 2014년 결혼하였다. 피트는 졸리와의 사이에 매덕스, 팍스, 자하라, 샤일로, 녹스, 비비안이라는 여섯 아이를 두고 있다. 졸리와 관계가 시작된 이후로, 피트는 미국과 국제적 사회 문제에 참여하고 있다. 그들은 2014년 8월 23일 결혼식을 올렸으며, 2016년 9월에 이혼 신청을 하였다.
그는 전 부인인 제니퍼 애니스턴과 2001년에 영화 제작사 플랜 B 엔터테인먼트를 설립했다.

## 젊은 시절
윌리엄 브래들리 피트는 미국 오클라호마주 쇼니에서 고등학교 교사인 제인 에타(옛성씨는 힐하우스)와 트럭 회사 CEO 윌리엄 앨빈 피트 사이에서 태어났다. 가족은 곧 미주리주 스프링필드로 이사를 갔고, 피트는 2남 1녀 중 첫째로 남동생 더그(1966년생), 여동생 줄리 닐(1969년생)이 있다. 피트의 집안은 보수적이였다. 피트는 무신론과 불가지론 사이에서 갈등하다가 남침례회연맹을 믿으며 자랐다. 피트는 자신의 혈통에 대해 말한 적 있었는데, "아마도... 아일랜드, 스코틀랜드, 독일계 혈통일 것이다. 나는 세미놀족과 체로키 인디언 혈통도 섞여있는 것을 안다"고 말했다. 피트는 스프링필드에 대해 "마크 트웨인의 도시, 제시 제임스의 도시" 그리고 "언덕과 호수가 많은 곳"이라고 설명했다.
피트는 스프링필드에서 칵카푸 고등학교에 다녔고, 골프, 테니스, 레슬링, 수영 동아리의 멤버로 활동했다. 뮤지컬과 학교에 대한 토론 클럽에도 참여했다. 피트는 고등학교 졸업 후, 1982년 미주리 대학교에 진학해 광고를 중심으로하는 저널리즘을 전공했다. 또한 시그마 치의 멤버로 가입했고, 여러 사교 클럽에서 활동했다. 피트는 졸업이 가까워졌을때, 아직 정착 할 준비가 되어있지 않다고했다. 피트는 "그를 다른 세계로 이끌어주는" 영화를 좋아했고, 미주리 주에서는 영화를 제작하지 못하는 것을 알고 영화를 제작하는 곳으로 향했다. 피트는 중퇴한지 2주 후 로스앤젤레스로 이동해, 그곳에서 연기 관련 일을 시작했다.

## 개인 생활

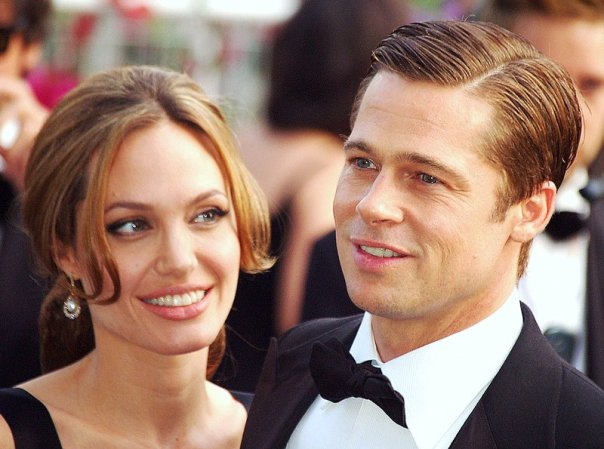
2007년 칸 국제영화제에서 피트와 졸리.

1980년대와 1990년대 초후반에 피트는 로빈 기븐스, 질 쇼엘렌과 줄리엣 루이스와 데이트를 했다.
이후, 피트는 《세븐》에서 함께 공연한 귀네스 팰트로와 1994년부터 1997년까지 연인 관계였다. 1998년 인기 시트콤 《프렌즈》의 주연 제니퍼 애니스턴과 데이트를 시작한 그는 2000년 7월 29일 말리부에서 결혼식을 올렸다. 2005년 1월 피트와 애니스턴은 결별하기로 합의했고, 두달 후 애니스턴은 성격차이를 이유로 이혼소송을 시작해 2005년 10월 2일 로스 앤젤레스 고등법원에 의해 두 사람은 갈러서게 되었다.
피트는 이혼 절차 동안 《미스터 & 미세스 스미스》에서 함께 출연한 안젤리나 졸리와 만남을 가지면서 당시 아내였던 제니퍼 애니스턴을 속이고 졸리와 불륜관계를 맺어왔다는 루머로 인해 많은 언론의 관심을 받았다. 피트는 애니스턴과 이혼 소송 중이던 2005년 4월 케냐의 해변에서 졸리의 양아들인 매덕스와 피트와 졸리가 함께 있는 것이 파파라치에 의해 공개되기도 하였다. 2006년 1월 11일에는 졸리가 공개적으로 피트와의 관계를 인정하며, 피트의 아이를 임신한 것을 언론에 발표했다. 두 사람은 언론 미디어에서 브란젤리나 커플로 불리고 있다. 피트는 2012년 4월에 졸리와의 약혼을 발표했다. 2005년 7월 피트는 에티오피아 아디스아바바 출신으로 당시 생후 6개월 된 자하라 말리(Zahara Marley)를 입양했다. 2006년 1월 19일 피트는 졸리의 요청으로 아이들의 성씨를 졸리피트(Jolie-Pitt)로 변경하는 것을 캘리포니아주 법원으로부터 확정지었다. 2006년 5월 27일 피트는 졸리와의 사이에서 첫 아이이자, 딸 샤일로 누엘(Shiloh Nouve)이 나미비아, 스바코프문트에서 태어났다. 2007년 3월 15일 졸리와의 사이에 베트남 호찌민시 출신의 3살 된 팍스 티엔(Pax Thien)을 입양했다. 2008년 5월 칸 국제 영화제에 참석 중이던 안젤리나 졸리는 피트와의 사이에 쌍둥이 임신을 발표했다. 그녀는 2008년 7월 12일 프랑스, 니스에서 아들 녹스 레옹(Knox Léon)과 딸 비비엔 마셀린(Vivienne Marcheline)을 출산했다. 2012년 4월 그들은 함께한지 7년에 약혼을 했다. 그들은 2014년 8월 23일 프랑스에서 비밀리에 결혼식을 올렸다. 졸리는 2016년 9월 19일 피트와의 이혼 신청을 했으며 화해 할 수 없는 차이점을 언급했다.

## 출연 작품

### 영화
| 년도 | 제목                                                                                             | 역할                                 | 비고                                  | 참조.         |
| ---- | ------------------------------------------------------------------------------------------------ | ------------------------------------ | ------------------------------------- | ------------- |
| 1987 | 헝크 Hunk                                                                                        | 해변 남자                            | 크레딧에 오르지 않음                  | [ 24 ]        |
| 1987 | 노 웨이 아웃 No Way Out                                                                          | 공항 커플                            | 크레딧에 오르지 않음                  | [ 25 ]        |
| 1987 | 노 맨스 랜드 No Man's Land                                                                       | 웨이터                               | 크레딧에 오르지 않음                  | [ 26 ]        |
| 1987 | 회색 도시 Less Than Zero                                                                         | 파티 손님/싸움에서 교복 소년         | 크레딧에 오르지 않음                  | [ 26 ]        |
| 1988 | 다크 사이드 오브 선 The Dark Side of the Sun                                                     | 릭                                   |                                       | [ 26 ]        |
| 1989 | 해피 투게더 Happy Together                                                                       | 브라이언                             |                                       | [ 27 ]        |
| 1989 | 폭력 교실 Cutting Class                                                                          | 드와이트 잉갈스                      |                                       | [ 28 ]        |
| 1991 | 트랙 Across the Tracks                                                                           | 조 말로니                            |                                       | [ 29 ]        |
| 1991 | 델마와 루이스 Thelma & Louise                                                                    | J.D.                                 |                                       | [ 30 ]        |
| 1991 | 조니 수에드 Johnny Suede                                                                         | 조니 수에드                          |                                       | [ 31 ]        |
| 1992 | 콘택트 Contact                                                                                   | 콕스                                 |                                       | [ 32 ]        |
| 1992 | 쿨 월드 Cool World                                                                               | 디텍티브 프랭크 해리스               |                                       | [ 33 ]        |
| 1992 | 흐르는 강물처럼 A River Runs Through It                                                          | 폴 맥클린                            |                                       | [ 34 ]        |
| 1993 | 칼리포니아 Kalifornia                                                                            | 얼리 그레이                          |                                       | [ 35 ]        |
| 1993 | 트루 로맨스 True Romance                                                                         | 플로이드                             |                                       | [ 36 ]        |
| 1994 | 여자 둘 남자 셋 The Favor                                                                        | 엘리엇 파울러                        |                                       | [ 37 ]        |
| 1994 | 뱀파이어와의 인터뷰 Interview with the Vampire                                                   | 루이스 드 포인트 두 락               |                                       | [ 38 ]        |
| 1994 | 가을의 전설 Legends of the Fall                                                                  | 트리스탄 러드로우                    |                                       | [ 39 ]        |
| 1995 | 세븐 Seven                                                                                       | 데이비드 밀스                        |                                       | [ 40 ]        |
| 1995 | 12 몽키즈 12 Monkeys                                                                             | 제프리 고인스                        |                                       | [ 41 ]        |
| 1996 | 슬리퍼스 Sleepers                                                                                | 마이클 설리번                        |                                       | [ 42 ]        |
| 1997 | 데블스 오운 The Devil's Own                                                                      | 프란시스 오스틴 맥과이어/로리 데브니 |                                       | [ 43 ]        |
| 1997 | 티벳에서의 7년 Seven Years in Tibet                                                              | 하인리히 하러                        |                                       | [ 44 ]        |
| 1998 | 조 블랙의 사랑 Meet Joe Black                                                                    | 조 블랙/커피 가게 남자               |                                       | [ 45 ]        |
| 1999 | 파이트 클럽 Fight Club                                                                           | 타일러 다든                          |                                       | [ 46 ]        |
| 1999 | 존 말코비치 되기 Being John Malkovich                                                            | 카메오                               | 크레딧에 오르지 않음                  | [ 47 ]        |
| 2000 | 스내치 Snatch                                                                                    | 믹키 오닐                            |                                       | [ 48 ]        |
| 2001 | 멕시칸 The Mexican                                                                               | 제리 웰바크                          |                                       | [ 49 ]        |
| 2001 | 스파이 게임 Spy Game                                                                             | 톰 비숍                              |                                       | [ 50 ]        |
| 2001 | 오션스 일레븐 Ocean's Eleven                                                                     | 러스티 라이언                        |                                       | [ 51 ]        |
| 2002 | 컨페션 Confessions of a Dangerous Mind                                                           | 브래드, 남자 No.1                    | 카메오                                | [ 52 ]        |
| 2003 | 신밧드: 7대양의 전설 Sinbad: Legend of the Seven Seas                                            | 신밧드 (더빙)                        | 애니메이션 영화                       | [ 53 ]        |
| 2004 | 트로이 Troy                                                                                      | 아킬레스                             |                                       | [ 54 ]        |
| 2004 | 오션스 트웰브 Ocean's Twelve                                                                     | 러스티 라이언                        |                                       | [ 55 ]        |
| 2005 | 미스터 & 미세스 스미스 Mr. & Mrs. Smith                                                          | 존 스미스                            |                                       | [ 56 ]        |
| 2006 | 바벨 Babel                                                                                       | 리차드                               |                                       | [ 57 ]        |
| 2007 | 오션스 13 Ocean's Thirteen                                                                       | 러스티 라이언                        |                                       | [ 58 ]        |
| 2007 | 비겁한 로버트 포드의 제시 제임스 암살 The Assassination of Jesse James by the Coward Robert Ford | 제시 제임스                          |                                       | [ 59 ]        |
| 2008 | 번 애프터 리딩 Burn After Reading                                                                | 차드 펠드하이머                      |                                       | [ 60 ]        |
| 2008 | 벤자민 버튼의 시간은 거꾸로 간다 The Curious Case of Benjamin Button                             | 벤자민 버튼                          |                                       | [ 61 ]        |
| 2009 | 바스터즈: 거친 녀석들 Inglourious Basterds                                                       | 소위. 엘도 레인                      |                                       | [ 62 ]        |
| 2010 | 메가마인드 Megamind                                                                              | 메트로 맨 (더빙)                     | 애니메이션 영화                       | [ 63 ]        |
| 2011 | 트리 오브 라이프 The Tree of Life                                                                | 미스터 오브라이언                    |                                       | [ 64 ]        |
| 2011 | 머니볼 Moneyball                                                                                 | 빌리 빈                              |                                       | [ 65 ]        |
| 2011 | 해피 피트 2 Happy Feet Two                                                                       | 윌 크릴 (더빙)                       | 애니메이션 영화                       | [ 66 ]        |
| 2012 | 킬링 소프틀리 Killing Them Softly                                                                | 재키 코건                            |                                       | [ 67 ]        |
| 2013 | 월드워Z World War Z                                                                              | 제리 레인                            |                                       | [ 68 ]        |
| 2013 | 노예 12년 12 Years a Slave                                                                       | 사무엘 베스                          |                                       | [ 69 ] [ 70 ] |
| 2013 | 카운슬러 The Counselor                                                                           | 웨스트레이                           |                                       | [ 71 ]        |
| 2014 | 퓨리 Fury                                                                                        | 워대디                               |                                       | [ 72 ]        |
| 2015 | 오디션 The Audition                                                                              | 자신                                 |                                       | [ 73 ]        |
| 2015 | 바이 더 씨 By the Sea                                                                            | 롤란드                               |                                       | [ 74 ]        |
| 2015 | 히팅 디 에이펙스 Hitting the Apex                                                                | 내레이션                             | 다큐멘터리 영화                       | [ 75 ]        |
| 2015 | 빅쇼트 The Big Short                                                                             | 벤 릭커트                            |                                       | [ 76 ]        |
| 2016 | 보이지 오브 타임 Voyage of Time                                                                  | 나레이터                             | 트리 오브 라이프 기반 다큐멘터리 영화 | [ 77 ]        |
| 2016 | 얼라이드 Allied                                                                                  | 맥스 바탄                            |                                       | [ 78 ]        |
| 2017 | 워 머신 War Machine                                                                              | 글렌 맥마흔 장군                     |                                       | [ 79 ]        |
| 2018 | 데드풀 2 Deadpool 2                                                                              | 배니셔                               | 카메오                                | [ 80 ]        |
| 2019 | 애드 아스트라 Ad Astra                                                                           | 로이 맥브라이드                      |                                       | [ 81 ]        |
| 2019 | 원스 어폰 어 타임 인 할리우드 Once Upon a Time... in Hollywood                                   | 클리프 부스                          |                                       |               |
| 2022 | 로스트 시티 The Lost City                                                                        | 잭 트레이너                          |                                       |               |
| 2022 | 불릿 트레인 Bullet Train                                                                         | 레이디버그                           |                                       |               |
| 2022 | 바빌론 Babylon                                                                                   | 잭 콘래드                            |                                       |               |
| 2024 | 울프스 Wolfs                                                                                     | 닉                                   |                                       |               |
| 2025 | F1 더 무비                                                                                       | 소니 헤이즈                          |                                       |               |

### 텔레비전
| 년도      | 제목                                                | 역할                   | 비고                                | 참조.  |
| --------- | --------------------------------------------------- | ---------------------- | ----------------------------------- | ------ |
| 1987      | 아노더 월드 Another World                           | 크리스                 | 2 에피소드                          | [ 82 ] |
| 1987      | 그로잉 페인스 Growing Pains                         | 제프                   | 2 에피소드                          | [ 83 ] |
| 1987      | 헤드 오프 더 클래스 Head of the Class               | 척                     | 에피소드: "Partners"                | [ 82 ] |
| 1987      | 프레디의 악몽 Freddy's Nightmares                   | 릭 오스틴              | 에피소드: "Black Tickets"           | [ 83 ] |
| 1987      | 달라스 Dallas                                       | 랜디                   | 4 에피소드                          | [ 84 ] |
| 1988      | 어 스토닝 인 풀햄 컨트리 A Stoning in Fulham County | 테디 존슨              | 텔레비전 영화                       | [ 82 ] |
| 1988      | 21 점프 스트릿 21 Jump Street                       | 피터                   | 에피소드: "Best Years of Your Life" | [ 82 ] |
| 1990      | 이미지 The Image                                    | 카메라맨               | 텔레비전 영화                       | [ 85 ] |
| 1990      | 젋은 나이에 죽어? Too Young to Die?                 | 빌리 칸톤              | 텔레비전 영화                       | [ 85 ] |
| 1990      | 글로리 데이즈 Glory Days                            | 월커 러브조이          | 6 에피소드                          | [ 86 ] |
| 1992      | Two-Fisted Tales                                    | 빌리                   | Segment: "King of the Road"         | [ 87 ] |
| 1992      | 납골당의 미스테리 Tales from the Crypt              | 빌리                   | 에피소드: "King of the Road"        | [ 88 ] |
| 2001      | 프렌즈 Friends                                      | 윌 콜버트              | 에피소드: "The One with the Rumor"  | [ 89 ] |
| 2002      | 잭애스 Jackass                                      | 자신                   | 2 에피소드                          | [ 90 ] |
| 2003      | 킹 오브 더 힐 King of the Hill                      | 파치 붐하우어 (목소리) | 에피소드: "Patch Boomhauer"         | [ 91 ] |
| 2008      | 프리티/핸섬 Pretty/Handsome                         | 빈칸                   | 총괄 프로듀서                       | [ 92 ] |
| 2014      | The Normal Heart                                    | 빈칸                   | 총괄 프로듀서                       | [ 93 ] |
| 2014      | Nightingale                                         | 빈칸                   | 총괄 프로듀서                       | [ 94 ] |
| 2016      | The OA                                              | 빈칸                   | 총괄 프로듀서                       | [ 95 ] |
| 2017      | Feud                                                | 빈칸                   | 총괄 프로듀서                       | [ 96 ] |
| 2017–2018 | The Jim Jefferies Show                              | 기상통보관             | 6 에피소드                          | [ 97 ] |

### 연극
| 년도 | 제목       | 역할           | 비고      | 참조.  |
| ---- | ---------- | -------------- | --------- | ------ |
| 8    | 본 R. 월커 | 유진 오닐 극장 | 싱글 연기 | [ 98 ] |

### 프로듀서
| 년도 | 제목                                                                                             | 역할          | 비고 | 참조.           |
| ---- | ------------------------------------------------------------------------------------------------ | ------------- | ---- | --------------- |
| 2006 | 신이 찾은 아이들 God Grew Tired of Us                                                            | 총괄 프로듀서 |      | [ 99 ]          |
| 2006 | 디파티드 The Departed                                                                            | 프로듀서      |      | [ 100 ]         |
| 2006 | 가위 들고 뛰기 Running with Scissors                                                             | 프로듀서      |      | [ 101 ]         |
| 2007 | 테우아칸 프로젝트 The Tehuacan Project                                                           | 총괄 프로듀서 |      | [ 102 ]         |
| 2007 | 이어 오브 더 독 Year of the Dog                                                                  | 총괄 프로듀서 |      | [ 103 ]         |
| 2007 | 마이티 하트 A Mighty Heart                                                                       | 프로듀서      |      | [ 104 ]         |
| 2007 | 비겁한 로버트 포드의 제시 제임스 암살 The Assassination of Jesse James by the Coward Robert Ford | 프로듀서      |      |                 |
| 2009 | 시간 여행자의 아내 The Time Traveler's Wife                                                      | 총괄 프로듀서 |      | [ 105 ]         |
| 2009 | 피파 리의 특별한 로맨스 The Private Lives of Pippa Lee                                           | 총괄 프로듀서 |      | [ 106 ]         |
| 2010 | 킥 애스: 영웅의 탄생 Kick-Ass                                                                    | 프로듀서      |      | [ 107 ]         |
| 2010 | 먹고 기도하고 사랑하라 Eat Pray Love                                                             | 프로듀서      |      | [ 108 ]         |
| 2011 | 트리 오브 라이프 The Tree of Life                                                                | 프로듀서      |      |                 |
| 2011 | 머니볼 Moneyball                                                                                 | 프로듀서      |      |                 |
| 2012 | 킬링 소프틀리 Killing Them Softly                                                                | 프로듀서      |      |                 |
| 2013 | 월드워Z World War Z                                                                              | 프로듀서      |      |                 |
| 2013 | 킥 애스 2: 겁 없는 녀석들 Kick-Ass 2                                                             | 프로듀서      |      | [ 109 ]         |
| 2013 | 노예 12년 12 Years a Slave                                                                       | 프로듀서      |      |                 |
| 2014 | 셀마 Selma                                                                                       | 총괄 프로듀서 |      | [ 110 ]         |
| 2015 | 트루 스토리 True Story                                                                           | 프로듀서      |      | [ 111 ]         |
| 2016 | 문라이트 Moonlight                                                                               | 총괄 프로듀서 |      | [ 112 ]         |
| 2016 | 잃어버린 도시 Z The Lost City of Z                                                               | 프로듀서      |      | [ 113 ] [ 114 ] |
| 2017 | 옥자 Okja                                                                                        | 프로듀서      |      | [ 115 ]         |
| 2017 | 워 머신 War Machine                                                                              | 프로듀서      |      |                 |
| 2017 | 괜찮아요, 미스터 브래드 Brad's Status                                                            | 프로듀서      |      | [ 116 ]         |
| 2018 | 뷰티풀 보이 Beautiful Boy                                                                        | 프로듀서      |      | [ 117 ]         |
| 2018 | 백시트 Backseat                                                                                  | 프로듀서      |      | [ 118 ]         |
| 2019 | 에드 아스트라 Ad Astra                                                                           | 프로듀서      |      |                 |
| 2019 | 더 킹: 헨리 5세 The King                                                                         | 프로듀서      |      | [ 119 ]         |
| 2019 | Untitled Miranda July Project                                                                    | 프로듀서      |      | [ 120 ]         |